# Комплетан граф
У грани математике, теорији графова, комплетан граф или потпун граф је прост граф код кога између свака два чвора постоји грана. Комплетан граф са n чворова у ознаци  има 
{\displaystyle {n \choose 2}={\frac {n(n-1)}{2}}}
гране. Комплетан граф је регуларан граф, и сваки његов чвор има степен n-1 Комплемент комплетног графа је празан граф (граф без грана). У матричној репрезентацији, комплетном графу одговара матрица чији сви елементи су јединице.
Комплетан граф је такође клика. У ствари, проблем клике се дефинише као проблем проналажења највећег комплетног подграфа неког графа.
Следе цртежи комплетних графова са од 1 до 8 чворова, са назначеним бројем грана.
| {\displaystyle K_{1}:0}  | {\displaystyle K_{2}:1}  | {\displaystyle K_{3}:3}  | {\displaystyle K_{4}:6}  |
| ------------------------ | ------------------------ | ------------------------ | ------------------------ |
|                          |                          |                          |                          |
| {\displaystyle K_{5}:10} | {\displaystyle K_{6}:15} | {\displaystyle K_{7}:21} | {\displaystyle K_{8}:28} |
|                          |                          |                          |                          |